# Frances Fisher
Frances Fisher (Milford en Sea, Hampshire, Egyesült Királyság, 1952. május 11. –) brit születésű amerikai színésznő.
Leghíresebb szerepei között Strawberry Alice karaktere a Nincs bocsánat c. 1992-es filmben, valamint Ruth szerepe az 1997-es Titanicban.

## Fiatalkora
Frances kislányként, egészen 15 éves koráig összesen 9-szer költözködött apja munkája miatt. Édesanyja Olga Rosine (születéskori neve: Moen), háziasszony norvég származású, édesapja William Irving "Bill" Fisher, olajfinomító-építészfelügyelő, egyben orosz-zsidó és magyar-zsidó származású volt.
Tizenöt éves korában kilencszer költözött és utazott édesapja munkája miatt, olyan helyekre, mint például Olaszország, Törökország, Kolumbia, Franciaország, Kanada és Brazília. 15 évesen halt meg édesanyja, ezért felelősséget érzett és vállalt, abban hogy segítsen felnevelni testvérét. Végül Texasban elvégezte a gimnáziumot, ahol előadást tartott színházi produkciókban, majd titkárnőként dolgozott. Ezt követően viszont Virginiába költözött, és a Barter Theatre-ben debütált, mint színésznő.

## Pályafutása
Frances nevét a televízió a The Edge of Night c. szappanoperában ismerhette meg, ahol Deborah-t játszotta 1976 és 1981 között. Később a Guilding Lights-ban is láthattuk Suzette Saxonként. Az elkövetkezendő 10 évben New Yorkban dolgozott színházakban. A keleti parton ennek köszönhetően ismert lett. Szerepelt a Lucy & Desi: Before the Laughter c. filmben, ahol Lucille Ballt alakította. A film 1991-ben jelent meg.
Fisher olyan sorozatokban játszott, mint a Strange Luck, Becker és Titus. Főszereplőt játszott még a The Lyon’s Den és Glory Days c. televíziós drámákban is. Ő volt a producerek eredeti választása Jill Taylor szerepére a híres Tim Allen sorozatban, a Home Improvement-ben, de végül Patricia Richardson elcsaklizta előle a szerepet. 1997-ben a Titanic c. filmben játszott, a karaktere a főszereplő, Rose anyukája, Ruth DeWitt Bukater. Ez volt talán a leghíresebb szerepe. Itt olyan világsztárokkal játszhatott együtt, mint Kate Winslet, Leonardo DiCaprio vagy épp Billy Zane. A filmet James Cameron rendezte.
1999-ben Audrey Hepburn anyukáját, Ella Hepburn-t alakította a legendás színésznő életéről készült filmben. Játszott még a sikeres House of Sand and Fog és Unforgiven c. filmekben. A színházban a leghíresebb szereplése Arthur Miller: Finishing the Picture-ben volt, amit a Goodman Színházban adtak Chicagóban. A darabot Los Angelesben is előadták 2006-ban.
2006-ban forgatta a The Kingdom és in the Valley of Elah c. filmjeit. A To Love and Die-ban is szerepelt. 2008-ban az Eureka című filmben játszotta Eva karakterét. 2011-ben a többek között a The Roommate (Leighton Meester, Minka Kelly és Nina Dobrev mellett) és a Torchwood: Miracle Day-ben is láthattuk.
2014-ben az ABC dráma sorozat Resurrection-ban szerepelt, Lucille Langston szerepében.
2017-ben ő és lánya, Francesca Eastwood "Fargo" című epizódban szerepeltek, mint az azonos karakter régi és fiatal változatai.

## Magánélete
Első házasságát 1970-ben kötötte Billy Mack Hamiltonnal, ám két év után elváltak.
1989-ben megismerkedett és összeköltözött Clint Eastwooddal, akivel nem házasodott össze, hanem élettársként éltek együtt. 1993. augusztus 7-én megszületett közös lányuk, Francesca Eastwood. 1995-ben ért véget kapcsolatuk ugyanebben az évben a színésznő George Clooney párja volt.

## Filmográfia

### Film
| Év   | Magyar cím                               | Eredeti cím                                | Szerep                                | Magyar hang        |
| ---- | ---------------------------------------- | ------------------------------------------ | ------------------------------------- | ------------------ |
| 1983 | Ki tud cseresznyés sütit sütni?          | Can She Bake a Cherry Pie?                 | Louise                                |                    |
| 1987 | Kemény fiúk tánca                        | Tough Guys Don't Dance                     | Jessica Pond                          | Andresz Kati       |
| 1987 |                                          | Heart                                      | Jeannie                               |                    |
| 1988 | Patty Hearst                             | Patty Hearst                               | Yolanda                               | Antal Olga         |
| 1988 | Segítség, felnőttem! (bővített változat) | Big                                        | Billy anyja (stáblistán nem szerepel) |                    |
| 1988 |                                          | Bum Rap                                    | Phyllis                               |                    |
| 1989 | Bukott angyalok                          | Lost Angels                                | Judith Loftis                         |                    |
| 1989 | Rózsaszín Cadillac                       | Pink Cadillac                              | Dinah                                 | Kisfalvi Krisztina |
| 1990 | Siker teszi az embert                    | Welcome Home, Roxy Carmichael              | Rochelle Bossetti                     | Andresz Kati       |
| 1991 | L.A. Story – Az őrült város              | L.A. Story                                 | June                                  |                    |
| 1991 | Hamis vád                                | Frame Up                                   | Jo Westlake                           | Kubik Anna         |
| 1992 | Nincs bocsánat                           | Unforgiven                                 | Strawberry Alice                      | Menszátor Magdolna |
| 1994 |                                          | Babyfever                                  | Rosie                                 |                    |
| 1994 |                                          | Molly & Gina                               | Molly McKenna                         |                    |
| 1994 | A halál bankára                          | Frame-Up II: The Cover-Up                  | Jo Baker                              | Csere Ágnes        |
| 1995 | Henrietta csillaga                       | The Stars Fell on Henrietta                | Cora Day                              | Menszátor Magdolna |
| 1996 | Női romlottság                           | Female Perversions                         | Annunciata                            | Antal Olga         |
| 1996 | Sztriptíz                                | Striptease                                 | Donna Garcia                          | Menszátor Magdolna |
| 1997 | Tégy egy szívességet!                    | Trading Favors                             | könyvtárosnő                          |                    |
| 1997 | Vad Amerika                              | Wild America                               | Agnes Stouffer                        | Csere Ágnes        |
| 1997 | Titanic                                  | Titanic                                    | Ruth DeWitt Bukater                   | Hámori Ildikó      |
| 1999 | Az igazság napja                         | True Crime                                 | Cecilia Nussbaum kerületi ügyész      | Győry Franciska    |
| 1999 | A nagy hajcihő                           | The Big Tease                              | Candy                                 |                    |
| 2000 | Tolvajtempó                              | Gone in 60 Seconds                         | Junie                                 | Fabó Györgyi       |
| 2001 | Asszonysorsok                            | The Rising Place                           | Virginia Wilder                       |                    |
| 2002 | A kék autó                               | Blue Car                                   | Delia                                 |                    |
| 2003 | Ház a ködben                             | House of Sand and Fog                      | Connie Walsh                          | Ullmann Zsuzsa     |
| 2004 | Válótársak                               | Laws of Attraction                         | Sara Miller                           | Borbás Gabi        |
| 2006 |                                          | The Night of the White Pants               | Vivian Hagan                          |                    |
| 2007 | Szex és halál kezdőknek                  | Sex and Death 101                          | Hope Hartlight                        | Menszátor Magdolna |
| 2007 | A királyság                              | The Kingdom                                | Elaine Flowers                        | Téglás Judit       |
| 2007 | Elah völgyében                           | In the Valley of Elah                      | Evie                                  | Hirling Judit      |
| 2007 |                                          | My Sexiest Year                            | Faye                                  |                    |
| 2008 |                                          | Jolene                                     | Cindy                                 |                    |
| 2008 |                                          | A Single Woman                             | narrátor / szüfrazsett                |                    |
| 2009 | A tökéletes csapat                       | The Perfect Game                           | Betty                                 | Molnár Zsuzsa      |
| 2010 | Janie Jones                              | Janie Jones                                | Lily Brand                            | Molnár Zsuzsa      |
| 2010 |                                          | Golf in the Kingdom                        | Eve Greene                            |                    |
| 2011 | A szobatárs                              | The Roommate                               | Alison Evans                          | Menszátor Magdolna |
| 2011 |                                          | Sedona                                     | Tammy                                 |                    |
| 2011 | Az igazság ára                           | The Lincoln Lawyer                         | Mary Windsor                          | Menszátor Magdolna |
| 2012 | Kakukkfióka                              | The Silent Thief                           | Candi Henderson                       | Zsurzs Kati        |
| 2012 | Talán egyszer                            | Any Day Now                                | Meyerson bírónő                       |                    |
| 2012 | Gazdátlanul Mexikóban 3.                 | Beverly Hills Chihuahua 3: Viva la Fiesta! | Amelia Jones                          | Menszátor Magdolna |
| 2013 | A burok                                  | The Host                                   | Maggie                                | Andresz Kati       |
| 2013 |                                          | Plush                                      | Camila                                |                    |
| 2013 |                                          | Red Wing                                   | Momma B                               |                    |
| 2014 |                                          | The M Word                                 | Carson Riley                          |                    |
| 2014 | Te nem vagy te                           | You're Not You                             | Gwen                                  | Andresz Kati       |
| 2015 | Hölgy aranyban                           | Woman in Gold                              | Barbara Schoenberg                    |                    |
| 2016 | Angyalok és banditák                     | Outlaws and Angels                         | Esther                                | Andresz Kati       |
| 2017 | Esküvő extrákkal                         | Another Kind of Wedding                    | Tammy Bergman                         |                    |
| 2020 | Alkalmi randevú                          | Holidate                                   | Elaine                                | Molnár Zsuzsa      |
| 2021 |                                          | Grace and Grit                             | anya                                  |                    |
| 2021 | Ébrenlét                                 | Awake                                      | Doris                                 | Vándor Éva         |
| 2023 |                                          | On Sacred Ground                           | Ricky                                 |                    |
| 2023 | Hidegvér                                 | Reptile                                    | Camille Grady                         | Hámori Ildikó      |

Rövidfilmek
- The Whiskey Heir (1995) – Deirdre
- Pandora's Box  (2012) – Nicole
- The Perfect Fit (2012) – túlterhelt lány főnöke
- Shrimp (2018) – Marie

### Televízió

#### Tévéfilm
| Év   | Magyar cím                           | Eredeti cím                               | Szerep                        | Magyar hang   |
| ---- | ------------------------------------ | ----------------------------------------- | ----------------------------- | ------------- |
| 1985 | Megszegett fogadalmak                | Broken Vows                               | Maureen Phelan                |               |
| 1989 | Hideg és szemtelen                   | Cold Sassy Tree                           | Loma Williams                 |               |
| 1990 |                                      | Sudie and Simpson                         | Mrs. Marge Allen              |               |
| 1990 | Egy életre szóló ígéret              | A Promise to Keep                         | Sarah                         |               |
| 1991 |                                      | Lucy & Desi: Before the Laughter          | Lucille Ball                  |               |
| 1992 | Devlin, a trükkös zsaru              | Devlin                                    | Maryellen                     |               |
| 1993 | Imádkozó sáska                       | Praying Mantis                            | Betty                         |               |
| 1993 | Az 50 láb magas nő támadása          | Attack of the 50 Ft. Woman                | Dr. Theodora Cushing          | Borbás Gabi   |
| 1995 | Egy másik anya                       | The Other Mother: A Moment of Truth Movie | Carol Schaefer                |               |
| 1999 |                                      | Traffic                                   | ismeretlen szerep             |               |
| 2000 | Az angyali Audrey Hepburn            | The Audrey Hepburn Story                  | Ella van Heemstra             |               |
| 2000 |                                      | Jackie Bouvier Kennedy Onassis            | Janet Lee Bouvier Auchincloss |               |
| 2001 |                                      | Passion and Prejudice                     | Dr. Gwen Barry                |               |
| 2005 | Mrs. Harris                          | Mrs. Harris                               | Marge Richey Jacobson         | Takács Kati   |
| 2008 | Szeretni és meghalni Los Angelesben  | To Love and Die                           | Janet                         |               |
| 2010 |                                      | Backyard Wedding                          | Eleanor Tyler                 |               |
| 2011 |                                      | Partners                                  | Colleen Scott                 |               |
| 2012 | Kiből lesz a cserebogár?             | The Seven Year Hitch                      | Mrs. Von Hoffman              | Kiss Erika    |
| 2013 | Modern Pygmalion                     | The Makeover                              | Allie Doolittle               | Borbás Gabi   |
| 2015 | A szív útjai                         | Heart of the Matter                       | Doll                          |               |
| 2016 | Büszkeség és balítélet, meg a kutyák | Unleashing Mr. Darcy                      | Violet Darcy                  | Szórádi Erika |

#### Sorozat
| Év        | Magyar cím                   | Eredeti cím                    | Szerep                     | Megjegyzések                                |
| --------- | ---------------------------- | ------------------------------ | -------------------------- | ------------------------------------------- |
| 1976–1981 |                              | The Edge of Night              | Deborah Saxon              | 245 epizód                                  |
| 1985      | Vezérlő fény                 | Guiding Light                  | Suzette Saxon              | 3 epizód                                    |
| 1986      |                              | The Equalizer                  | Francesca / Amanda Kaufman | 3 epizód                                    |
| 1988      | Roseanne                     | Roseanne                       | Savannah                   | 1 epizód                                    |
| 1989      |                              | Newhart                        | Libby                      | 1 epizód                                    |
| 1989      |                              | Matlock                        | Nancy Proctor              | 2 epizód                                    |
| 1989      |                              | CBS Summer Playhouse           | Violet Coffin              | 1 epizód                                    |
| 1989      | Az éjszaka árnyai            | In the Heat of the Night       | Kate Morell                | 1 epizód                                    |
| 1991      |                              | The Young Riders               | Clara Turner               | 1 epizód                                    |
| 1993      | Esküdt ellenségek            | Law & Order                    | Susan Boyd                 | 1 epizód (3. évad)                          |
| 1995      |                              | Strange Luck                   | Angie                      | főszereplő (17 epizód)                      |
| 1999      | Végtelen határok             | The Outer Limits               | Lady Julia                 | 1 epizód                                    |
| 1999–2000 |                              | Becker                         | Dr. Elizabeth Carson       | 5 epizód                                    |
| 2000–2001 |                              | Titus                          | Juanita Titus              | 3 epizód                                    |
| 2001      | X-akták                      | The X-Files                    | Lizzy Gill                 | 1 epizód (Lényeg)                           |
| 2002      |                              | Glory Days                     | Mitzi Dolan                | főszereplő (9 epizód)                       |
| 2003      |                              | The Lyon's Den                 | Brit Hanley                | 5 epizód                                    |
| 2004      | Boston Legal – Jogi játszmák | Boston Legal]'                 | Carrie                     | 1 epizód                                    |
| 2005      | Vészhelyzet                  | ER                             | Helen Kingsley             | 1 epizód                                    |
| 2005      | A médium                     | Medium                         | Abigail Marsh              | 1 epizód                                    |
| 2006      |                              | Laws of Chance                 | Evelyn                     | 1 epizód                                    |
| 2006      | A Grace klinika              | Grey's Anatomy                 | Betty Johnson              | 1 epizód                                    |
| 2007      |                              | Saving Grace                   | Cathy nagynéni             | 2 epizód                                    |
| 2008      |                              | October Road                   | Ellen Daniels              | 1 epizód                                    |
| 2008      | The Shield – Kemény zsaruk   | The Shield                     | Rita                       | 4 epizód                                    |
| 2008      | Döglött akták                | Cold Case                      | Rachel West '08            | 1 epizód                                    |
| 2008      | Eureka                       | Eureka                         | Eva Thorne                 | 8 epizód                                    |
| 2009      | A mentalista                 | The Mentalist                  | Victoria Abner             | 1 epizód                                    |
| 2010      | Két pasi – meg egy kicsi     | Two and a Half Men             | Priscilla Honeycutt        | 1 epizód                                    |
| 2010      | Doktor Addison               | Private Practice               | Ruby                       | 1 epizód                                    |
| 2010      | Furcsa páros                 | The Good Guys                  | Helen Traynor              | 1 epizód                                    |
| 2010      | Kemény motorosok             | Sons of Anarchy                | Honey                      | 1 epizód                                    |
| 2011      | Ármány és szenvedély         | Days of our Lives              | Gladys Pierce              | 2 epizód                                    |
| 2011      | Torchwood                    | Torchwood: Miracle Day         | anya                       | 2 epizód                                    |
| 2011      | CSI: A helyszínelők          | CSI: Crime Scene Investigation | Joanna Sapphire            | 1 epizód                                    |
| 2012      | Szellemdoktor                | A Gifted Man                   | Blanche Tipton             | 1 epizód                                    |
| 2012      |                              | Childrens Hospital             | igazgatónő                 | 1 epizód                                    |
| 2013      | Érintés                      | Touch                          | Nicole Farington           | 5 epizód                                    |
| 2013–2015 | Feltámadtak                  | Resurrection                   | Lucille Langston           | főszereplő (21 epizód)                      |
| 2014      | Castle                       | Castle                         | Matilda King               | 1 epizód                                    |
| 2014      |                              | Rectify                        | Peggy                      | 1 epizód                                    |
| 2014      | Gyilkosság                   | The Killing                    | Gena Geddes                | 2 epizód                                    |
| 2015–2016 |                              | Masters of Sex                 | Edna Eshelman              | 4 epizód                                    |
| 2016      | Gyilkos elmék                | Criminal Minds                 | Antonia Slade              | 2 epizód                                    |
| 2016–2019 | A Térség                     | The Expanse                    | Elise Holden               | 2 epizód                                    |
| 2017      | Fargo                        | Fargo                          | Vivian Lord                | 1 epizód                                    |
| 2019      | Watchmen                     | Watchmen                       | Jane Crawford              | 5 epizód                                    |
| 2021      | Az újonc                     | The Rookie                     | Evelyn Nolan               | - 2 epizód - magyar hangja: - Hámori Eszter |
| 2021      | A tettes                     | The Sinner                     | Meg Muldoon                | 8 epizód                                    |